# Чак (телесеріал)
«Чак» (англ. Chuck) — американський телесеріал у жанрі комедійних пригод. Прем'єра відбулася на американському телеканалі NBC 24 вересня 2007. Одночасно серіал транслювався канадським каналом CityTV. 27 січня 2012 року вийшла остання серія, яка тривала дві години.

## Синопсис
До простого хлопця Чака Бартовські, який працює продавцем-консультантом та майстром-комп'ютерником у звичайному торговому центрі, потрапляють усі секрети спецслужб США, які йому переслав колишній друг та сусід по кімнаті у Стенфорді Брайс Ларкін. Програма й база даних, які тепер скопійовані в мозок Чака, були в єдиному екземплярі, тому агентка ЦРУ Сара Вокер та майор Джон Кейсі із АНБ змушені охороняти базу «Інтерсект», щоб із ним нічого не сталось.

## Сюжет
Чак Бартовські — соромливий молодий комп'ютерний експерт працює у місцевому магазині електроніки (пародія на Best Buy) зі своїм найкращим другом Морганом Граймсом. Сестра Чака, лікар Еллі Бартовські, постійно піклується про свого брата й хоче допомогти йому знайти дівчину. Чак живе разом із сестрою та її хлопцем Девоном, якого частіше називають «Капітан Неймовірний» (Captain Awesome). У ніч свого дня народження, Чак одержує електронного листа від колишнього друга зі Стенфордського університету, агента ЦРУ Брайса Ларкіна, якого спецслужби підозрюють у зраді. Чак цього, звичайно, не знає і вважає, що Брайс працює на нудній роботі бухгалтера. Із відкритого листа в мозок Чака завантажується повна база цілком таємної інформації уряду США, яка викладена у довгу серію зображень. Дві урядові спецслужби, Агентство національної безпеки і Центральне розвідувальне управління, хочуть забрати цю інформацію собі й посилають своїх агентів — майора (згодом — полковник) Джона Кейсі (АНБ) і Сару Вокер (ЦРУ) — щоб її дістати. Через те, сам диск з інформацією був знищений у процесі невдалої втечі Брайса, єдиний носій, що залишився, — це мозок Чака. Хлопець час від часу одержує бачення шматків цієї інформації з бази даних, активізовані певними підсвідомими «спалахами», і обоє агентств вербують його для піймання вбивць і міжнародних терористів, змінюючи його досі непримітне життя. Рішення Чака тримати свою новоспечену роботу в таємниці від родини й друзів, змушує Кейсі й Вокер піти на перемир'я (ці спецслужби постійно ворогують) і встановити для себе прикриття (Вокер прикидається дівчиною Чака, що працює в місцевій забігайлівці, а Кейсі наймається в магазин, де працює Чак), захищаючи життя Чака за будь-яку ціну.

## Основний акторський склад
| Актор                                              | Роль                                                                   | Епізоди                |
| -------------------------------------------------- | ---------------------------------------------------------------------- | ---------------------- |
| Захарі Лівай (Zachary Levi)                        | Чак Бартовські (Chuck Bartowski)                                       | 91 епізод, 2007—2012   |
| Івонн Страховскі (Yvonne Strahovski)               | Сара Волкер (Sarah Walker)                                             | 91 епізод, 2007—2012   |
| Джошуа Гомес (Joshua Gomez)                        | Морган Граймс (Morgan Grimes)                                          | 91 епізод, 2007—2012   |
| Вік Сахей (Vik Sahay)                              | Лестер Патель (Lester Patel )                                          | 91 епізод, 2007—2012   |
| Скотт Крінскі (Scott Krinsky)                      | Джефф Барнс (Jeff Barnes )                                             | 91 епізод, 2007—2012   |
| Сара Ланкастер (Sarah Lancaster)                   | Еллі Бартовські (Ellie Bartowski)                                      | 91 епізод, 2007—2012   |
| Адам Болдвін (Adam Baldwin)                        | Джон Кейсі (John Casey)                                                | 91 епізод, 2007—2012   |
| Раян Макпартлін (Ryan McPartlin)                   | Девон «Капітан Неймовірний» Вудкомб (Devon 'Captain Awesome' Woodcomb) | 88 епізодів, 2007—2012 |
| Марк Крістофер Лоуренс (Mark Christopher Lawrence) | Великий Майк (Big Mike)                                                | 87 епізодів, 2007—2012 |
| Боніта Фрідерісі (Bonita Friedericy)               | Генерал Даян Бекмен (General Diane Beckman)                            | 78 епізодів, 2007—2012 |